# Edward Robert Adams
Mons. Edward Robert Adams (24. května 1934, Retreat) je jihoafrický římskokatolický kněz a emeritní biskup Oudtshoornu.

## Život
Narodil se 24. května 1934 v Retreatu. Svá seminární léta strávil v Pontificio Collegio Urbano "De Propaganda Fide" v Římě. Na kněze byl vysvěcen 6. ledna 1966 papežem Pavlem VI.
Dne 2. května 1983 jej papež Jan Pavel II. ustanovil diecézním biskupem Oudtshoornu. Biskupské svěcení přijal 16. července 1983 z rukou kardinála Owena McCanna a spolusvětiteli byli arcibiskup Edward Idris Cassidy a arcibiskup George Francis Daniel.
Dne 28. května 2010 přijal papež Benedikt XVI. jeho rezignaci z důvodu dosažení kanonického věku 75 let.